# Saadia Hussain
Saadia Hussain, född 18 oktober 1973 i Lahore, Pakistan, är en svensk konstnär, konstnärlig ledare och konstpedagog.  Hon utforskar kollektiv konst med aspekter som demokrati, tillgänglighet, yttrandefrihet och delaktighet där hon har utvecklat metoder och lett processer som möjliggör för deltagarna att bidra till konstnärliga processer och kollektivt skapande. Hon använder sig ofta av symboler, starka färger och aktuella teman för att väcka känslor och reaktioner hos åskådaren.

## Biografi
Saadia Hussain kom från Pakistan till Sverige när hon var sju år gammal. Hon har bland annat utbildat sig vid Nyckelvikskolan (1993–1994), National College of Arts i Lahore (1995–1999) och Konstfack i Stockholm (2003–2008). Saadia Hussain bor och är verksam i Stockholm.

## Konstnärligt arbete
Saadia Hussain har arbetat som konstnärlig ledare vid Förorten i centrum, en ideell organisation som arbetar med kollektiv muralkonst för social förändring. Genom föreningens olika initiativ och projekt har Hussain lett arbetet med att använda konst och den konstnärliga processen som ett verktyg för att öka invånarnas delaktighet i utformandet av platser i sin närmiljö och i det offentliga rummet. Under Ung08/We are Sthlm-festivalen 2011 skapades verket Ung identitet som undersökte, diskuterade och visualiserade kring temat ”identitet” under fyra dagar. Verket utvecklades tillsammans med ungdomar från olika stadsdelar mitt i Kungsträdgården i centrala Stockholm. Över 200 ungdomar bidrog i den kollektiva muralmålningsprocessen som utformades och leddes av Hussain. Verket visades under Vårsalongen 2014 på Liljevalchs i Stockholm.
Hussain är verksam i konstnärskollektivet Corners som uppmärksammar frågan om vad ett hem är. I porträttprogrammet Artityd på Utbildningsradion från 2015 följer tittarna med Hussain till Pakistan, Egypten, Storbritannien, Sverige och Italien för att besvara frågan.

## Konstprojekt i urval
- 1999 – Utställning, Crow Eaters Gallery, Lahore, Pakistan
- 2000 – Konstnärlig ledare för mångfaldsprojektet i Coventry, England – ett samarbete med organisationen Minorities of Europe
- 2001 – Separatutställning, Subtopia, Botkyrka kommun
- 2001 – Separatutställning, Khas Art Gallery, Islamabad, Pakistan
- 2002 – Samlingsutställning, City Art Gallery, Gamla Stan, Stockholm
- 2003 – Workshop under seminariet Crossover på Mångkulturellt centrum, Fittja
- 2004 – Skapande workshop med ungdomar, Viktiga saker, mångfaldsprojekt, Nynäshamn
- 2008 – Designpedagogiskt projekt, Historiska museet, Stockholm
- 2010 – Workshop med ungdomar kring identitet på UNO ungdomshus, Karlstad
- 2010 – Separatutställning: Playground, Folkets Hus, Söråker
- 2011 – Separatutställning: Playground, Skövde konsthall
- 2012 – Installationen Äkta heligt, 100 års Hemslöjdsutställning, Liljevalchs, Stockholm
- 2013 – Muralmålning: Där våra vägar möts för Projekt Citybanan, Förorten i Centrum, Stockholm[6]
- 2015 – Muralmålning: Ursprung, Folkets Hus, Fisksätra[7]